# 埃斯特图书馆

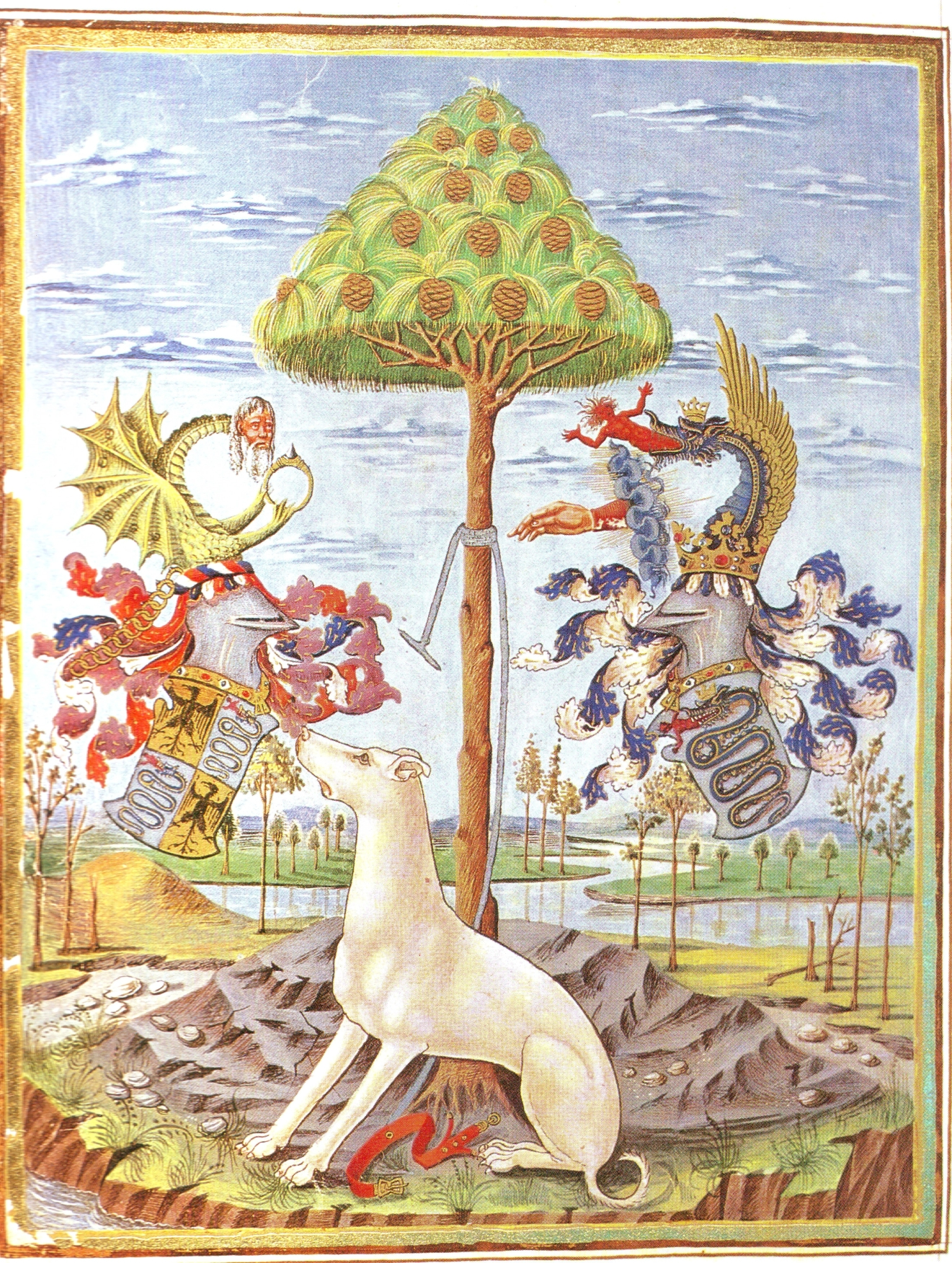
Codex De Sphaera - 1469 Allegory of Este and Sforza (the snake) families Coat of Arms

埃斯特图书馆（義大利語：Biblioteca Estense）原为埃斯特侯爵和公爵的家族图书馆。这座图书馆的确切诞生日期仍在猜测之中，但可以肯定的是，这座图书馆是在14世纪使用的。虽然在费拉拉的文艺复兴时期，它得到了极大的丰富，但是图书馆正式成立是在17世纪初。它被称为意大利最重要的图书馆之一。该图书馆与埃斯特美术馆均位于摩德纳圣奥斯定广场（Piazza Sant'Agostino）337号的博物宫（Palazzo dei Musei）。

## 收藏

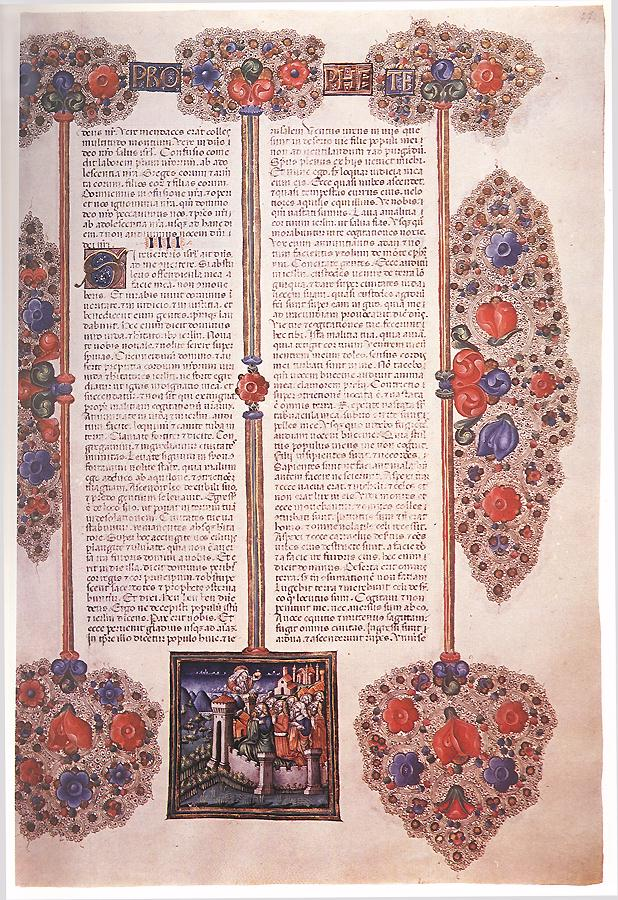
《博尔索·德·埃斯特圣经》

今天，该图书馆的藏品包括超过500000件印刷品、大约11000件古抄本，超过100000份手稿和1662件珍本。在这些手稿中，最著名的是1200页的《博尔索·德·埃斯特圣经》，一战结束后在拍卖会上买下，归还摩德纳。由于保护原因，这本《圣经》今天排除在公众视野之外，一本1963年的复制品现在在埃斯特图书馆展出。
它的音乐手稿和印刷书籍收藏也闻名于世。